# Patrick O'Brian
Patrick O'Brian, nom de ploma de Richard Patrick Russ (12 de desembre del 1914 – 2 de gener del 2000) fou un novel·lista i traductor anglès. Conegut principalment per la sèrie de novel·les d'Aubrey-Maturin, ambientades en l'armada reial anglesa durant les guerres napoleòniques, i centrades en l'amistat del capità Jack Aubrey i el metge irlandesocatalà Stephen Maturin. La sèrie consta de 20 novel·les i destaca pel gran treball d'investigació fet, pel detallat retrat de la vida del segle xix i pel llenguatge evocador utilitzat. L'autor va deixar parcialment acabada la 21a novel·la de la sèrie, que es va publicar pòstumament.

## Biografia
Fins al 1998 era creença comuna en cercles literaris que O'Brian havia nascut a Irlanda, pel seu pseudònim irlandès, però uns periodistes britànics va descobrir que en realitat era de Chalfont St Peter, un poble del comtat de Buckinghamshire, al sud-est d'Anglaterra, fill d'un metge d'origen alemany i mare anglesa. Patrick O'Brian va destacar per una personalitat complexa i enigmàtica.
El 1949 es va casar amb Mary Tolstoy, que s'acabava de divorciar del comte Dmitri Tolstoy. Alguns han especulat que la seva dona va tenir un paper important en les seves novel·les, tot influint en el seu l'estil i contingut. A més, es creu que ella revisava i mecanografiava les novel·les, ja que O'Brian acostumava a escriure a mà.
Des del 1949 fins a la seva mort, O'Brian va viure amb la seva segona muller, Mary, al municipi nord-català de Cotlliure, on és enterrat.

## Obra
O'Brian va publicar diverses novel·les i històries sota el seu nom real, Richard Patrick Russ, les més notables de les quals són Caesar i Hussein: an Entertainment, totes dues publicades abans de fer els 21 anys. Richard Patrick Russ va canviar legalment el nom a Patrick O'Brian el 1945. Va ser un moviment agosarat perquè, entre altres coses, l'obligava a abandonar la reputació d'escriptor de qualitat que s'havia guanyat sota el nom de Russ.
Durant la dècada del 1950, O'Brian va escriure dos llibres dirigits a un públic més jove, The Golden Ocean i The Unknown Shore, basats en els fets protagonitzats per Anson, 1r baró Anson, que va circumnavegar el món els anys 1740–1743. Tot i que el va escriure força anys abans de la sèrie d'Aubrey–Maturin, els antecedents literaris de Jack Aubrey i Stephen Maturin es poden veure clarament en els personatges de Jack Byron i Tobias Barrow.
A més a més de les seves novel·les històriques, O'Brian va escriure novel·les i relats curts d'altres temàtiques. També va ser un traductor reconegut de diversos autors francesos (Henri Charrière, Jean Lacouture o Simone de Beauvoir) a l'anglès.
O'Brian també va escriure una detallada biografia de sir Joseph Banks, un dels científics més destacats de finals del segle xviii i començaments del segle xix, i també un participant destacat de la colonització d'Austràlia. Una altra biografia seva és la de Pablo Picasso, titulada Pablo Ruiz Picasso: A Biography. És un estudi molt complet i entenedor de l'artista i la seva obra. Picasso va viure durant un temps a Cotlliure, on va coincidir amb O'Brian, que hi residia.
La pel·lícula Master and Commander: The Far Side of the World (Peter Weir, 2003) està basada en la sèrie d'Aubrey–Maturin, bàsicament en la novel·la del mateix títol, The Far Side of the World, però en el film també es combinen incidents d'altres volums de la mateixa sèrie.